# Egis
Egis (en grec antic: Αἴγυς) fou una polis de l'antiga Grècia situada a la regió de Lacònia, prop de la frontera amb Arcàdia.
Inicialment pertanyé als arcadis, però la va conquerir Carilau d'Esparta, el conegut nebot de Licurg, i annexada a Lacònia. El seu territori s'anomenava Egítida (Αἰγῦτις), i sembla que tenia una certa extensió, i incloïa els districtes de les ciutats de Màlea i Cromne. Fins i tot, a l'època de la fundació de Megalòpolis, els habitants d'aquests districtes d'Arcàdia que comprenien Escirtònion, Màlea, Cromne, Belemina i Lèuctron, es continuaven anomenant egites.